# Briceni
Briceni (in russo Бричаны) è una città della Moldavia capoluogo del distretto omonimo di 7.314 abitanti al censimento del 2014.
È situato in una valle formata dai fiumi Lopatnic e Vilia a 230 km da Chișinău.

## Storia
La città è menzionata per la prima volta in un documento ufficiale nel 1562 col nome di Adicăuţi. Il nome attuale compare nel 1616 in una carta firmata da Gașpar Graziani. Secondo il censimento generale russo del 1897, a Briceni vivevano 7.446 abitanti, dei quali 7.184 erano ebrei. In quel periodo erano presenti una fabbrica di olio e due di sapone.
Al 1º agosto 1949 erano residenti 4.949 abitanti, per la maggior parte di origine ucraina.
Dal 1964 ha lo status di città.

## Società

### Evoluzione demografica
In base ai dati del censimento, la popolazione è così divisa dal punto di vista etnico:
| Etnia       | Abitanti | %     |
| ----------- | -------- | ----- |
| Moldavi     | 3.344    | 38,15 |
| Ucraini     | 4.271    | 48,73 |
| Russi       | 737      | 8,41  |
| Rom         | 185      | 2,11  |
| Ebrei       | 52       | 0,59  |
| Rumeni      | 67       | 0,76  |
| Altre etnie | 209      | 2,38  |

## Economia
Le industrie presenti sono legate al settore agro-alimentare. Tra le altre è da ricordare la fabbrica di zucchero (la più grande del paese).

## Amministrazione

### Gemellaggi
- Rădăuți